# Cot Geulampusat
Cot Geulampusat är ett berg i Indonesien.   Det ligger i provinsen Aceh, i den västra delen av landet, 1 800 km nordväst om huvudstaden Jakarta. Toppen på Cot Geulampusat är 330 meter över havet, eller 58 meter över den omgivande terrängen. Bredden vid basen är 0,72 km.
Terrängen runt Cot Geulampusat är varierad.Runt Cot Geulampusat är det tätbefolkat, med 276 invånare per kvadratkilometer. Omgivningarna runt Cot Geulampusat är en mosaik av jordbruksmark och naturlig växtlighet.